# 윌리엄 깁스 매커두
윌리엄 깁스 매커두(William Gibbs McAdoo, 1863년 10월 31일 ~ 1941년 2월 1일)는 미국의 변호사이자 정치인이었다. 우드로 윌슨 대통령의 행정부에서 진보 시대의 지도자로 주요 역할을 하였다. 민주당 소속으로 46대 재무 장관 (1913년 ~ 1918년)을 지내고, 미국 상원에서 캘리포니아주를 대표하였다.

## 어린 시절
조지아주 매리에타 근처에서 태어난 매커두는 남부에서 자신의 초기 생애를 보냈다. 테네시 대학교를 졸업한 후, 그는 테네시주 동부 구역의 서던 디비전을 위하여 미국 연방 항소법원에서 부서기로 임명되었다. 1885년 그는 법정으로 수용되었다. 그는 자신이 1892년 뉴욕으로 이주할 때까지 채터누가에서 법률을 실행하였다. 거기서 그는 1903년까지 지속적으로 법률 실행을 하였다.
매커두는 다양한 산업에서 자신을 연루시켰다. 그는 1904년 허드슨강 아래 첫 터널을 완료한 허드슨 앤드 맨해튼 철도 회사의 회장이자 국장이었다. 1912년 그는 전국 민주당 위원회의 의장을 지냈으며 또한 의장 대행이기도 하였다.

## 재무 장관

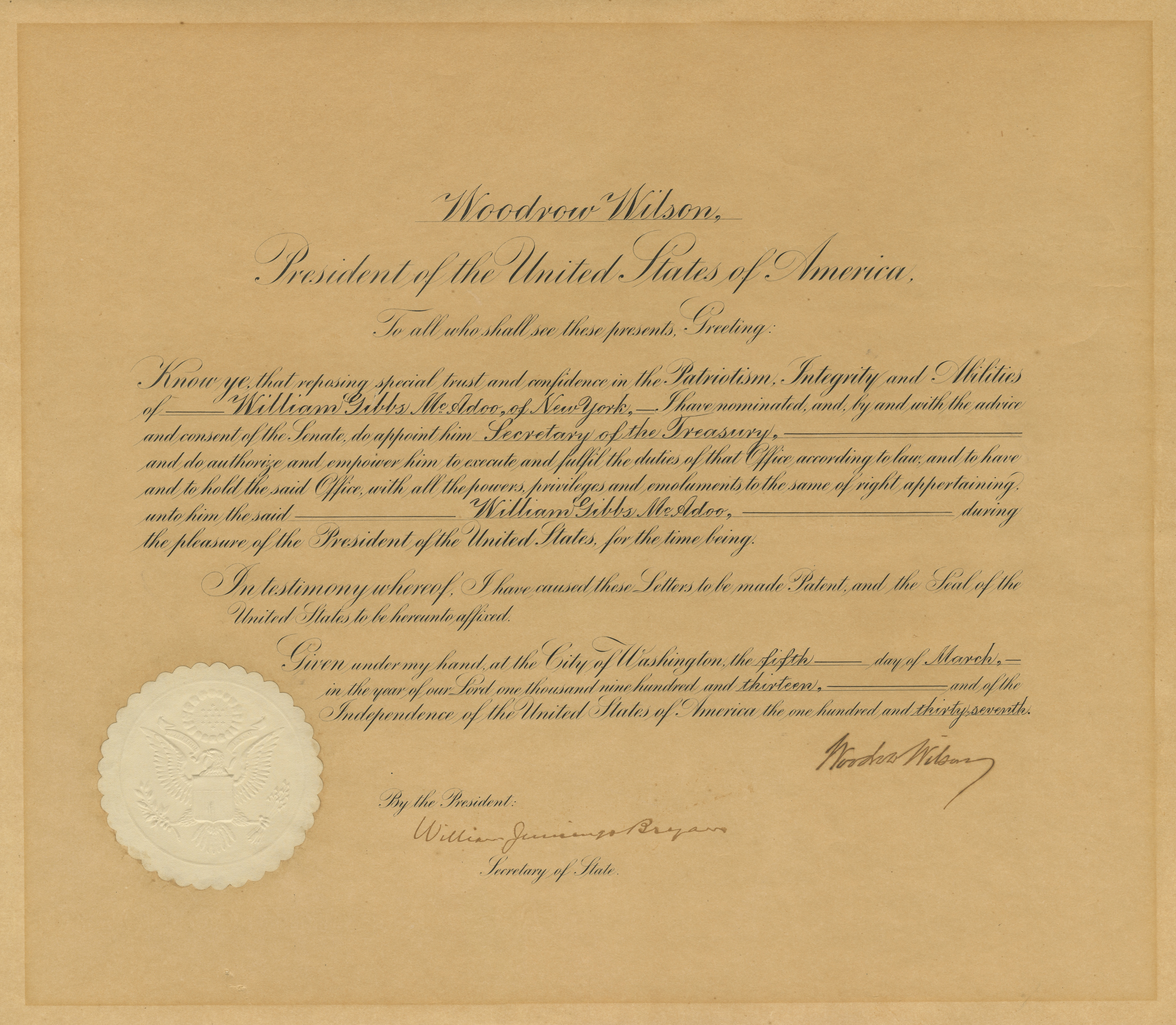
매커두를 위한 우드로 윌슨 대통령의 재무 장관 임명장

1913년 3월 5일 매커두는 46대 재무 장관으로 선서되었다. 12월 23일 연방준비법의 통과에 매커두는 연방준비제도의 의장과 준비 은행 조직 위원회의 회원이 되었다. 연방준비제도는 준비 은행 조직 위원회에 의한 수정 날짜에 제도의 통과 이후 만큼 곧 워싱턴 D. C.에서 연방준비제도의 첫 회의를 개최하는 데 매커두를 요구하였다.
제1차 세계 대전이 터진 동안 재무 장관으로서 매커두는 재정적 위기를 직면하는 데 대단한 단계들을 택하였다. 1914년 7월 유럽의 투자가들이 미국 달러로 자신들의 미국 보유를 청산하기 시작하였고, 그러고나서 미국 달러를 후원한 금으로 그것들을 변경시켰다. 매각을 막기 위하여 매카두는 4개월 동안 뉴욕 증권거래소를 폐업하였다. 어떤 경제학자들은 미국의 금융과 주식 시장들의 붕괴를 방지하고 유럽에서 미국으로 경제력에서 교대를 위한 토대를 마련한 것과 함께 그의 활동을 인정하는 편이다.
재무 장관과 연방준비제도의 직권상 의장으로서 매커두의 기간 동안, 그는 다른 직위들을 보유하기도 하였다. 매커두는 연방 농업 대부금 위원회의 직권상 의장과 미국 철도의 사무 총장이었다.

## 이후의 세월
재무 장관으로서 사임 후에 샌프란시스코에서 열린 1920년 민주당 전당 대회에서 매커두가 미국의 대통령을 위하여 출마하는 것이 제안되었다. 그는 자신의 이름이 집회에서 출석되지 않는 것을 요청하였다. 이후의 집회에서 그의 이름이 비밀 투표에 포함되었으나 그는 지명되지 않았다. 매커두는 1930년대로 들어가 다양한 도시들의 민주당 전당 대회에서 활동적으로 남아있었다. 1933년부터 1938년까지 그는 캘리포니아주의 연방 상원을 지냈다. 그는 2권의 책을 저서하였으며 하나는 금주법에 관해서, 또 하나는 자서전이었다.
1941년 2월 1일 프랭클린 D. 루스벨트 대통령의 3번째 취임식이 있던 후, 워싱턴 D. C.에서 심근 경색으로 사망하여 알링턴 국립묘지에 안장되었다.

## 개인 생활
매커두는 3번이나 결혼을 하였다. 그는 1912년에 사망한 자신의 첫 부인 세라와 함께 5명의 자녀를 두었다. 세라의 사망 후, 그는 우드로 윌슨 대통령의 딸 엘리노어와 결혼하였다. 부부는 백악관에서 결혼되었고, 이혼 전에 2명의 자녀를 두었다. 1935년 매커두는 자신의 3번째 부인 도리스와 결혼하였다.

## 역대 선거 결과
| 선거명      | 직책명                      | 대수 | 정당   | 득표율 | 득표수    | 결과 | 당락                       |
| ----------- | --------------------------- | ---- | ------ | ------ | --------- | ---- | -------------------------- |
| 1932년 선거 | 상원의원 (캘리포니아 제3부) | 73대 | 민주당 | 43.39% | 943,164표 | 1위  | 캘리포니아주 상원의원 당선 |